# Edith Durham
Edith Durham właśc. Mary Edith Durham (ur. 8 grudnia 1863 w Londynie, zm. 15 listopada 1944 tamże) – brytyjska podróżniczka, malarka, pisarka i albanolożka.

## Życiorys
Była najstarszą córką znanego londyńskiego chirurga – Arthura Edwarda Durhama. Uczyła się w prywatnej szkole, gdzie ujawniła talenty plastyczne. Studiowała w Royal Academy of Arts i w londyńskim Bedford College, który ukończyła w 1882. Rysunki jej autorstwa znalazły się w wydanej w 1899 Cambridge Natural History. Swoje obrazy prezentowała w ramach letnich wystaw organizowanych przez Royal Academy of Arts.
Po śmierci ojca Edith opiekowała się przez kilka lat chorą matką. Stres wywołany chorobą matki spowodował u Edith problemy psychosomatyczne i w 1900 lekarz zalecił jej wyjazd za granicę dla odzyskania formy. Na cel swojej podróży wybrała Bałkany, płynąc wzdłuż wybrzeży Dalmacji, z Triestu do Kotoru, a następnie podróżując do stolicy Czarnogóry – Cetinja. Była to pierwsza z cyklu podróży bałkańskich, które zajęły jej kolejne 20 lat życia. W tym czasie malowała i pisała artykuły o krajach bałkańskich, ale także zbierała materiały folklorystyczne i przykłady sztuki ludowej z tego regionu Europy. Była członkinią Królewskiego Instytutu Antropologicznego (Royal Anthropological Institute). W tym czasie Durham była zafascynowana krajami słowiańskimi, ucząc się intensywnie języka serbskiego.
W 1903, w czasie powstania ilindeńskiego w Macedonii pracowała w Ochrydzie jako wysłanniczka Macedonian Relief Committee, zajmując się rozdzielaniem żywności i lekarstw oraz prowadząc wśród miejscowej ludności akcję szczepień przeciwko chorobom zakaźnym. Prawdopodobnie w tym czasie zafascynowała się obyczajami ludności albańskiej. Zamach na Aleksandra Obrenovicia, do którego doszło w Belgradzie w 1903 ostatecznie rozczarował E. Durham do Serbii i spowodował, że swoje zainteresowania skoncentrowała na Albanii. W okresie wojen bałkańskich 1912-1913 pracowała jako wolontariuszka w szpitalach północnej Albanii.
Spośród siedmiu książek, które opublikowała największą sławę przyniosła jej Wysoka Albania (High Albania), będąca portretem społeczno-obyczajowym plemion północnej Albanii. Durham zaangażowała się osobiście w sprawy albańskie, będąc rzeczniczką jedności i niepodległości Albańczyków. Była znana jako przeciwniczka idei jugosłowiańskiej, szczególnie zaś włączeniu Kosowa do obszaru Serbii. Ceniona przez Albańczyków doczekała się przydomka Królowej Malesorów, od nazwy jednego z plemion albańskich. W 1921, kiedy po raz ostatni odwiedziła Tiranę była witana przez tłum, śpiewający na jej cześć pieśni. Jej rolę w odkrywaniu kultury albańskiej docenił po jej śmierci król Zog I, przebywający wówczas na wygnaniu. Została odznaczona Orderem Skanderbega. W 60 rocznicę śmierci Durham prezydent Albanii – Alfred Moisiu uznał ją za jedną z najważniejszych postaci w świecie albańskim ostatniego stulecia.

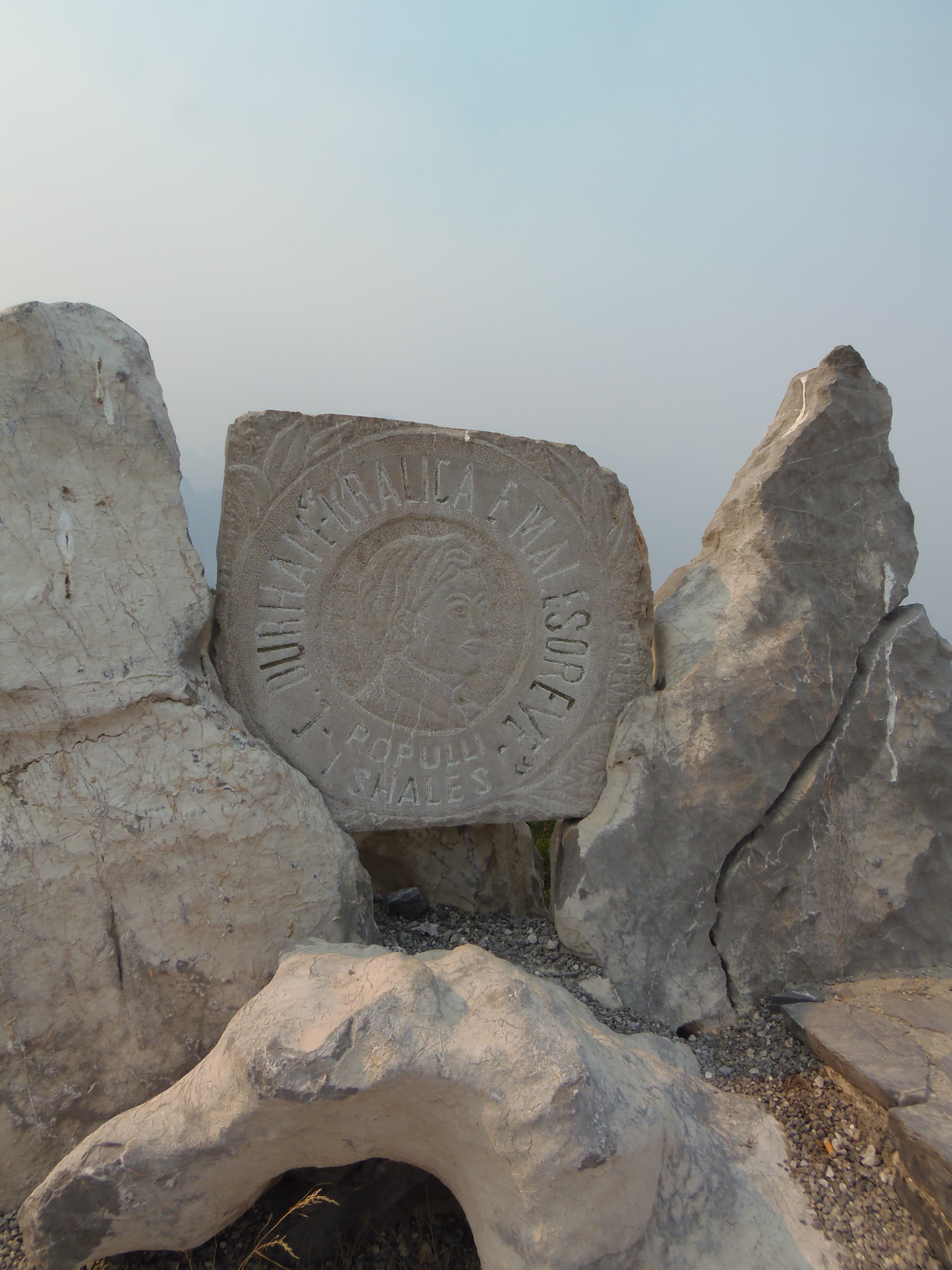
Pomnik Edith Durham w rejonie Theth

Zmarła w Londynie w 1944, spoczywa na cmentarzu w Golders Green. Jej twórczość przechowywana jest w londyńskim Museum of Mankind, zaś kolekcja bałkańskiej biżuterii w Oksfordzie i w Muzeum Bankfielda w Halifaksie. Do Halifax trafiła też kolekcja strojów bałkańskich. Zbiór artykułów poświęconych tematyce albańskiej zebrał i wydał w 2001 albański historyk z Kosowa – Bejtullah Destani.

## Publikacje
- 1904: Through the Lands of the Serb
- 1905: The burden of the Balkans
- 1909: High Albania
- 1914: The struggle for Scutari
- 1920: Twenty Years of Balkan Tangle
- 1925: The Serajevo Crime
- 1928: Some Tribal Origins, Laws and Customs of the Balkans
- 2001: Albania and the Albanians: selected articles and letters, 1903-1944 (opr. Bejtullah Destani)